# Gianpiero Borgia

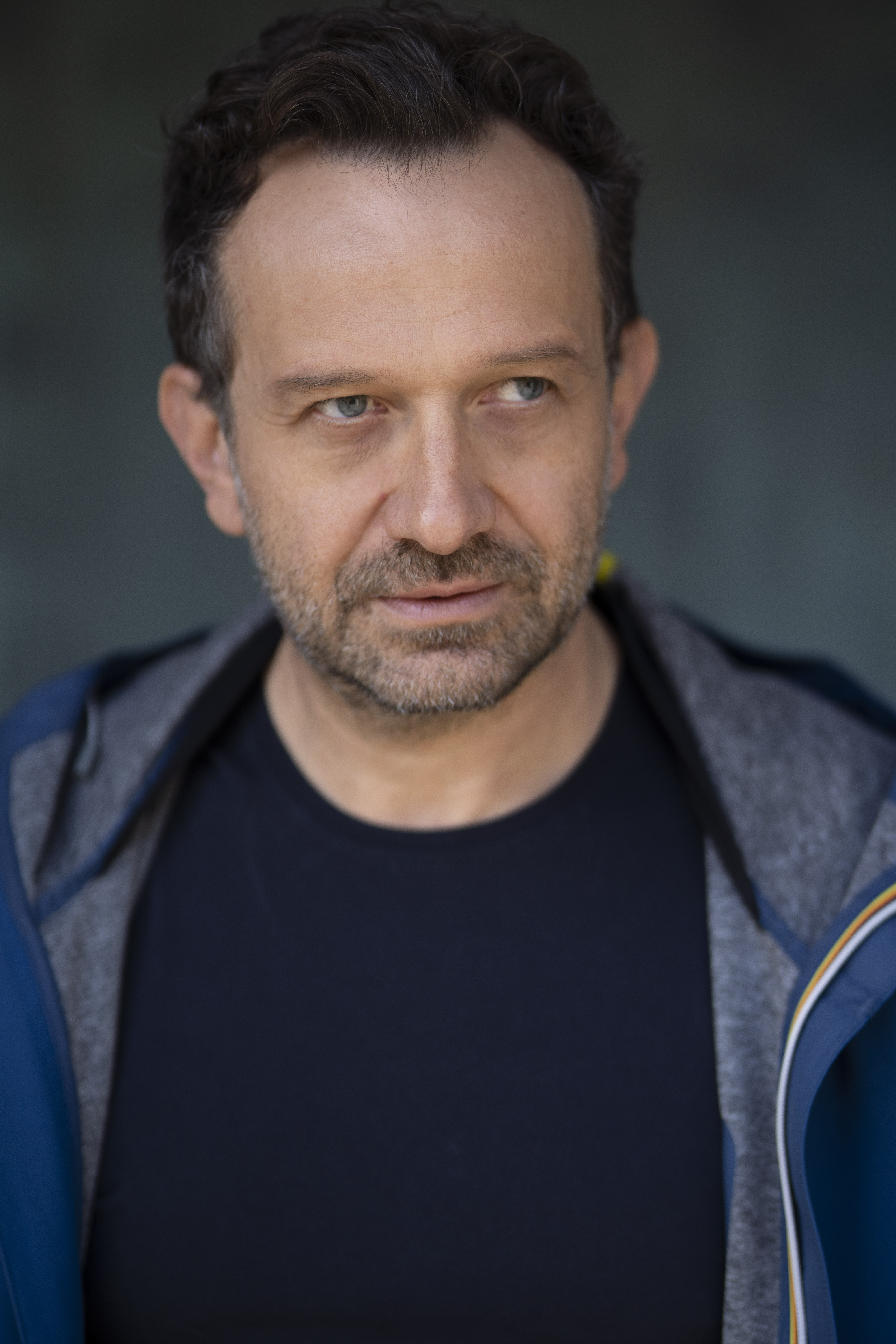
Gianpiero Borgia

Gianpiero Alighiero Borgia (Barletta, 6 agosto 1972) è un regista teatrale e direttore artistico italiano.

## Biografia
Gianpiero Alighiero Borgia, artista tra i più eccentrici della scena italiana, è regista e pedagogo teatrale. Il suo lavoro teatrale non può essere identificato né con il teatro di tradizione, che propone letture più o meno originali dei classici, né con un certo tipo di teatro d’innovazione, esplicitamente e programmaticamente d’avanguardia. Gli spettacoli di Borgia, anche quando si misurano con i Tragici greci, Shakespeare, Goldoni, Verga o Carmelo Bene, intendono attivare un “corrispettivo contemporaneo” delle creazioni di quegli autori, sia a livello tematico che stilistico, proprio per vivificare la loro natura rivoluzionaria e innovativa.
Nell’ultima serie di creazioni nate nel 2016 da Medea, Eracle e Filottete, Gianpiero Alighiero Borgia cerca di riattivare le figure mitiche identificando il loro analogo contemporaneo più pertinente, ponendosi in un rapporto di continuità critica verso la tradizione. Le messe in scena di Borgia non si sovrappongono ma si mettono al servizio degli attori, degli autori e del pubblico, secondo una visione artigianale del regista teatrale, che ha il suo focus sull’arte drammatica e quindi guida lo sviluppo del lavoro degli attori e delle loro performance sceniche, ma cerca anche luoghi diversi dai teatri per impiantarvi i suoi spettacoli, per indurre negli spettatori una percezione totalmente immersiva nell’opera.
Nel 2001 fonda la Compagnia delle Formiche, un ensemble di artisti europei uniti da una formazione teatrale nel solco della tradizione russa che nel 2011 diventa Teatro dei Borgia. Nel 2013 inizia il sodalizio artistico con l’attrice Elena Cotugno, codirettrice di Teatro dei Borgia (TB), e collabora in modo regolare con il drammaturgo Fabrizio Sinisi. Nel 2016, con Elena Cotugno e Fabrizio Sinisi, inizia a lavorare sui Miti e mette in scena Medea per strada (2016), Eracle, l’invisibile e Filottete dimenticato (2020). Nel 2020 i tre spettacoli vengono presentati in trilogia: La Città dei Miti.
Nel 2022 progetta e dirige uno spettacolo su Giacomo Matteotti interpretato da Elena Cotugno: Giacomo. Un intervento d'arte drammatica in ambito politico.
Nel 2022 il suo progetto La Città dei Miti riceve due importanti premi della critica: Il Premio Rete Critica e Il premio dell'Associazione Nazionale Critici di Teatro.

## Teatrografia parziale
- F.U.S. - Fottuti, Utopisti e Sognatori
- Antigone. Cerimonia con canzoni
- Giacomo. Un intervento d'arte drammatica in ambito politico
- Studio teatrale sul fascismo (anteprima)
- La città dei miti: Eracle, l'invisibile, Filottete dimenticato, Medea per strada - parole di Fabrizio Sinisi
- Eracle, l'invisibile - di Fabrizio Sinisi e Christian Di Domenico
- Eracle odiatore - di Fabrizio Sinisi
- Cabaret Sacco & Vanzetti - di Michele Santeramo e Gianpiero Borgia
- Medea per strada - di Elena Cotugno e Fabrizio Sinisi
- Cabaret D'Annunzio - di Fabrizio Sinisi
- Gl’innamorati - di Fabrizio Sinisi da Carlo Goldoni
- La Locandiera - di Fabrizio Sinisi da Carlo Goldoni
- Ritratto di Signora del Cavalier Masoch per intercessione della Beata Maria Goretti - di Carmelo Bene
- Diario di un killer sentimentale - di Luis Sepulveda
- La casa di Bernarda Alba - di Federico Garcia Lorca
- Un Amleto di legno - di Natalia Capra
- Vocazione di una puttana - di Natalia Capra
- Inside Yerma - di Gianpiero Borgia da Federico Garcia Lorca
- Come spiegare la storia del comunismo ai malati di mente - di Matei Vișniec
- Non muore nessuno -  di Sergio Claudio Perroni
- Troilo e Cressida - di William Shakespeare
- Molto rumore per nulla - di William Shakespeare
- Viva Don Chisciotte!
- Midsummer - commedia con canzoni di David Greig
- Cavalleria rusticana da Giovanni Verga
- The Author - di Tim Crouch
- Filottete (Fondazione INDA - Istituto Nazionale del Dramma Antico)
- Occidental Express - di Matei Vișniec
- Ifigenia in Aulide (Fondazione Campania dei Festival-Napoli Teatro Festival e Teatro Stabile di Catania)

## Televisione
- ● Imma Tataranni – Regia Francesco Amato ● Doc – Regia Jan Michelini  ● Gerri – Regia Giuseppe Bonito  ● Il Metodo Fenoglio – Regia Alessandro Casale

## Formazione, altri progetti e riconoscimenti
- Dopo il diploma al centro sperimentale di Cinematografia di Roma (1996) dove si accosta alla recitazione attraverso il metodo di Orazio Costa e la biomeccanica secondo Nikolaj Karpov, Borgia inizia il suo percorso nella regia teatrale e consegue il Master Gitis della European Association for Theatre Culture che lo porta a incontrare maestri come Anatolij Vasil’ev, Oleg Kudriasciov e Sasha Anurov. Nel frattempo è abilitato da Jurij Alschitz all’insegnamento e allo sviluppo della sua metodologia teatrale. Dal 2001 a oggi Gianpiero Borgia svolge attività di acting coach e idea e dirige numerosi workshop e progetti culturali. Nel 2001 fonda a Corato, assieme a Christian Di Domenico, l’Accademia d’arte drammatica ITACA, unico centro pugliese di formazione stabile per il teatro, di cui è direttore fino al 2012.
- Nomination al Total Theatre Award 2007 - Edinburgh per Escaping Hamlet
- Nomination all'International Festival Award 2008 - Edinburgh per Inside Yerma
- Premio "Sipario" per il Teatro stagione 2009/2010 per la regia dello spettacolo Come spiegare la storia del comunismo ai malati di mente.
- ·        Premio Rete Critica 2022 per La Città dei Miti
- ·        Premio dell’Associazione Nazionale Critici di Teatro ANCT 2022 per La Città dei Miti